# Aster amellus
L'Astro amello (nome scientifico Aster amellus L., 1753) è una specie di pianta angiosperma dicotiledone della famiglia delle Asteraceae (sottofamiglia Asteroideae, tribù Astereae (Aster lineage) e sottotribù Asterinae).

## Etimologia
Il nome del genere (Aster) deriva dal greco e significa (in senso ampio) "fiore a stella". Fu introdotto da Linneo ma sicuramente tale denominazione era conosciuta fin dall'antichità. Dioscoride fa riferimento ad un Astro attico (un fiore probabilmente dello stesso genere). Il termine specifico (amellus) si trova per la prima volta nelle Georgiche (libro IV, versi 271-280) di Virgilio (70 a.C. - 19 a.C.), ma l'etimologia rimane oscura e incerta.
Il binomio scientifico attualmente accettato (Aster amellus) è stato proposto da Linneo (1707 – 1778), biologo e scrittore svedese, considerato il padre della moderna classificazione scientifica degli organismi viventi, nella pubblicazione Species plantarum del 1753.

## Descrizione

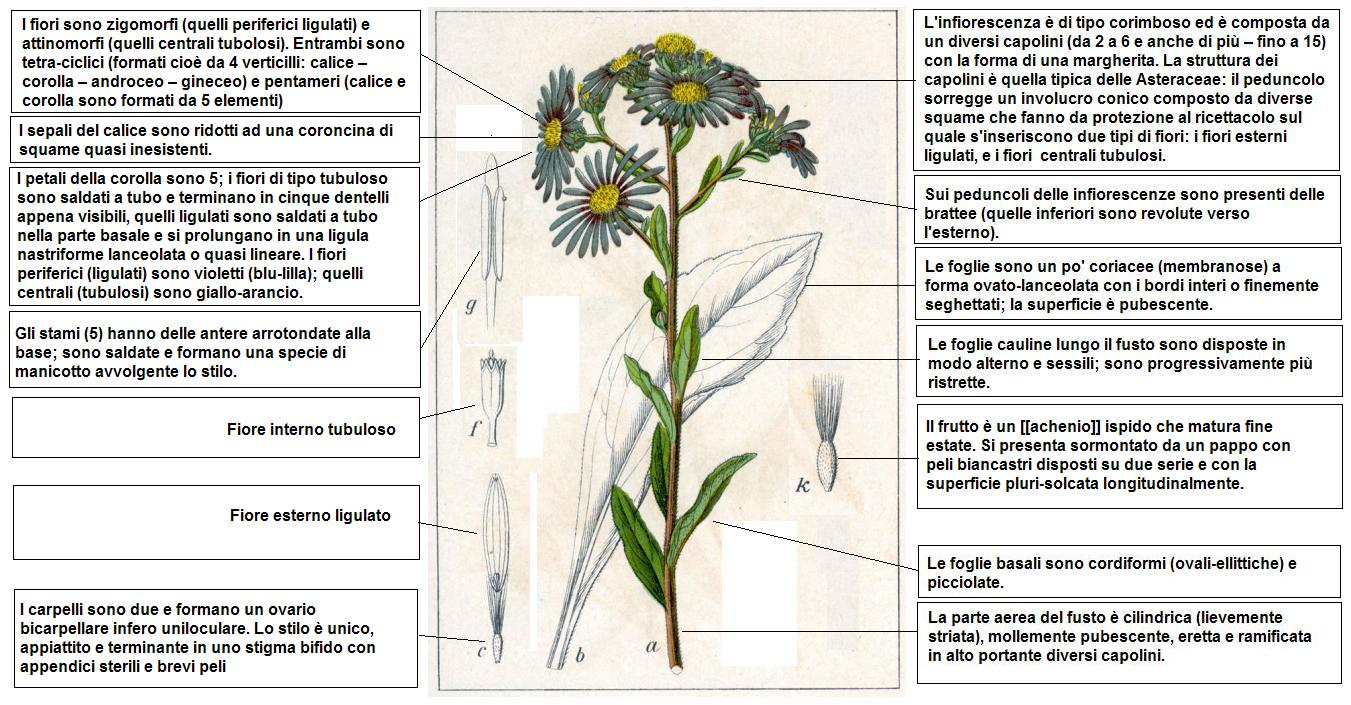
Descrizione delle parti della pianta

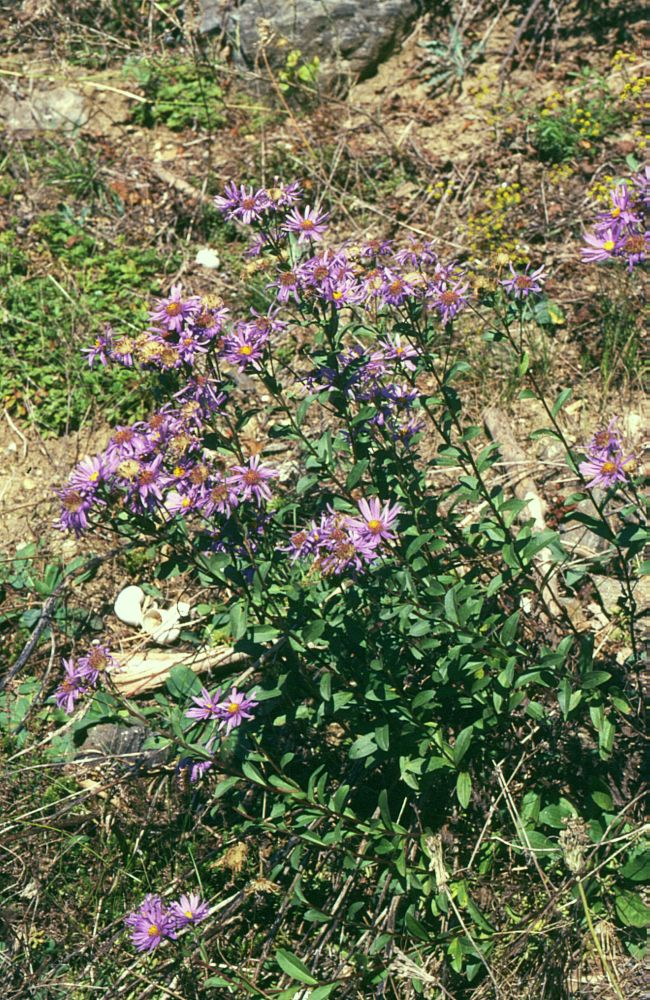
Il portamento

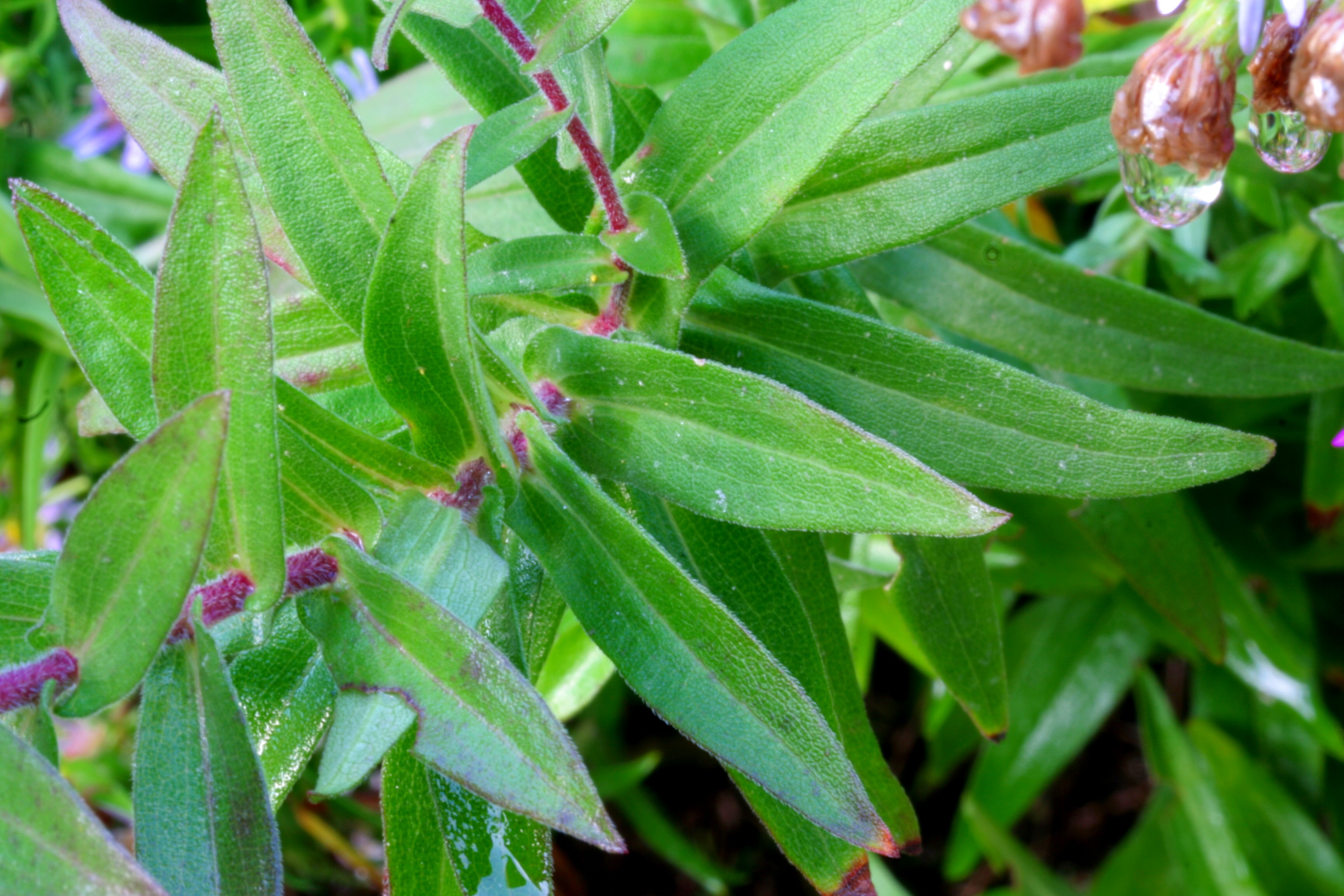
Le foglie

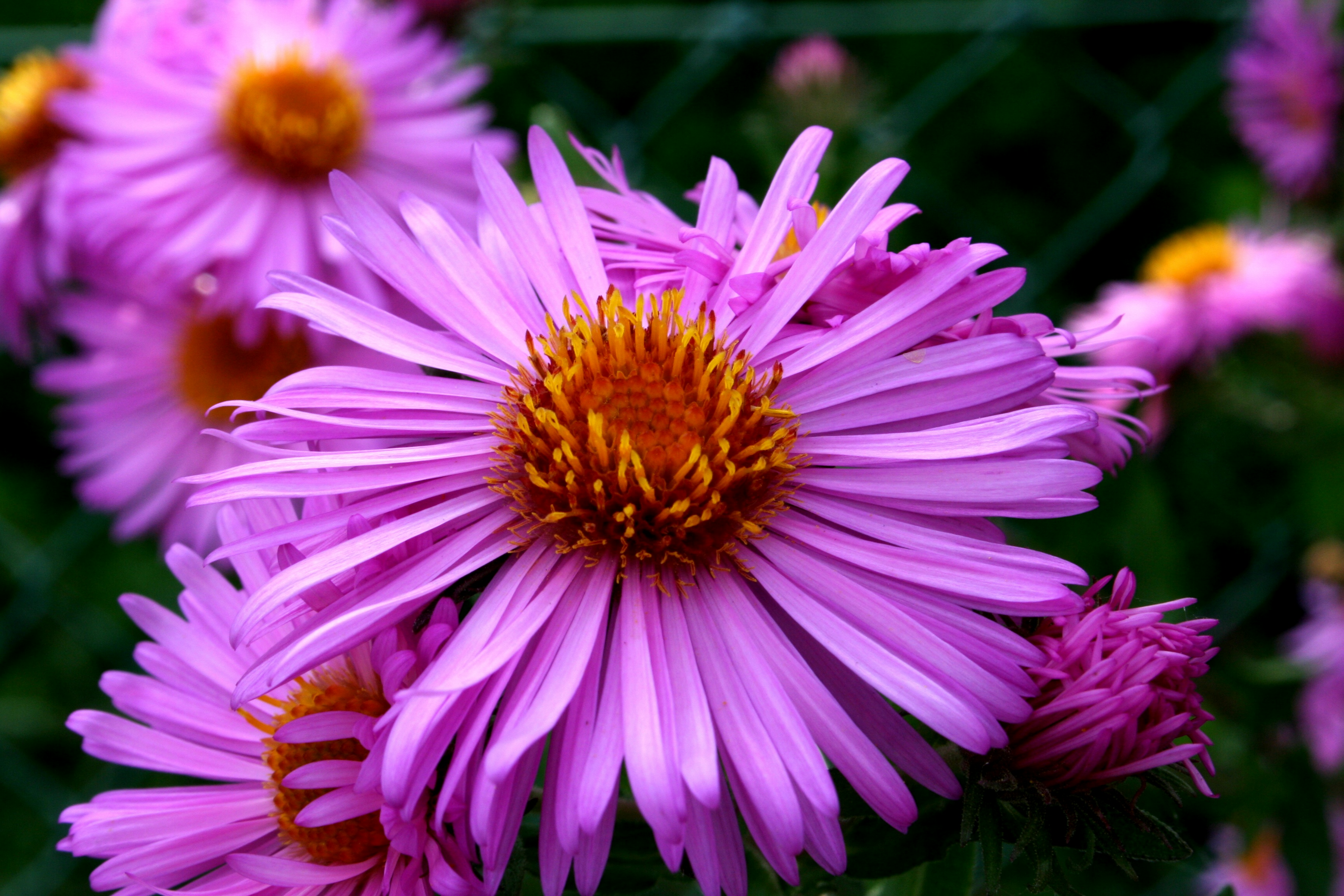
Infiorescenza

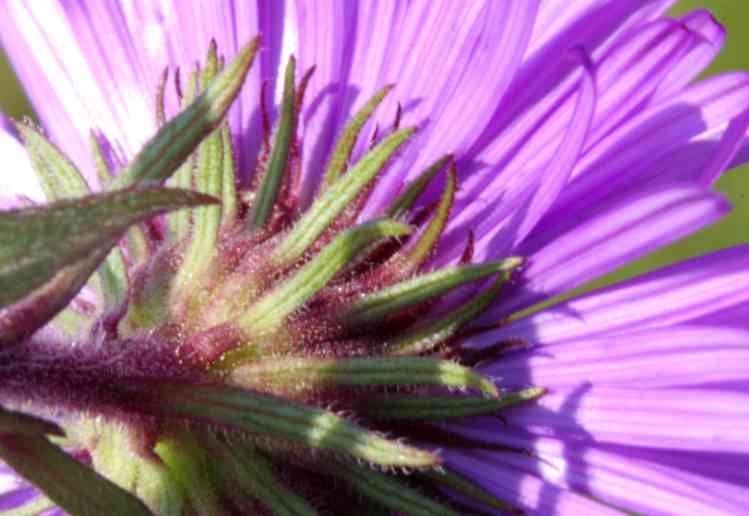
L'involucro con le squame

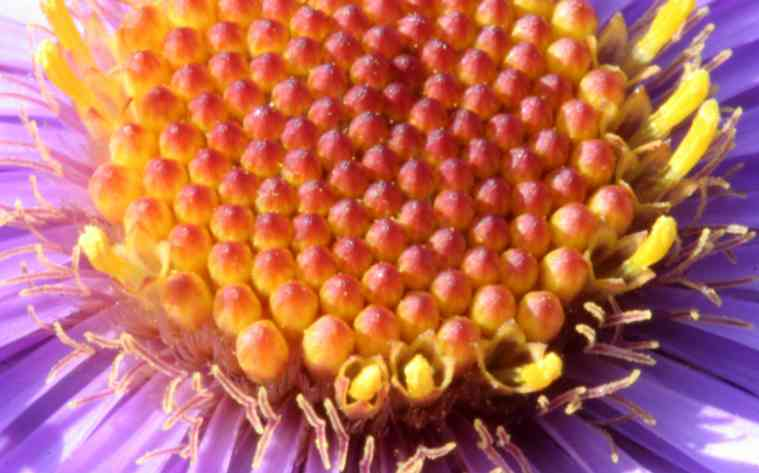
I fiori tubulosi del disco

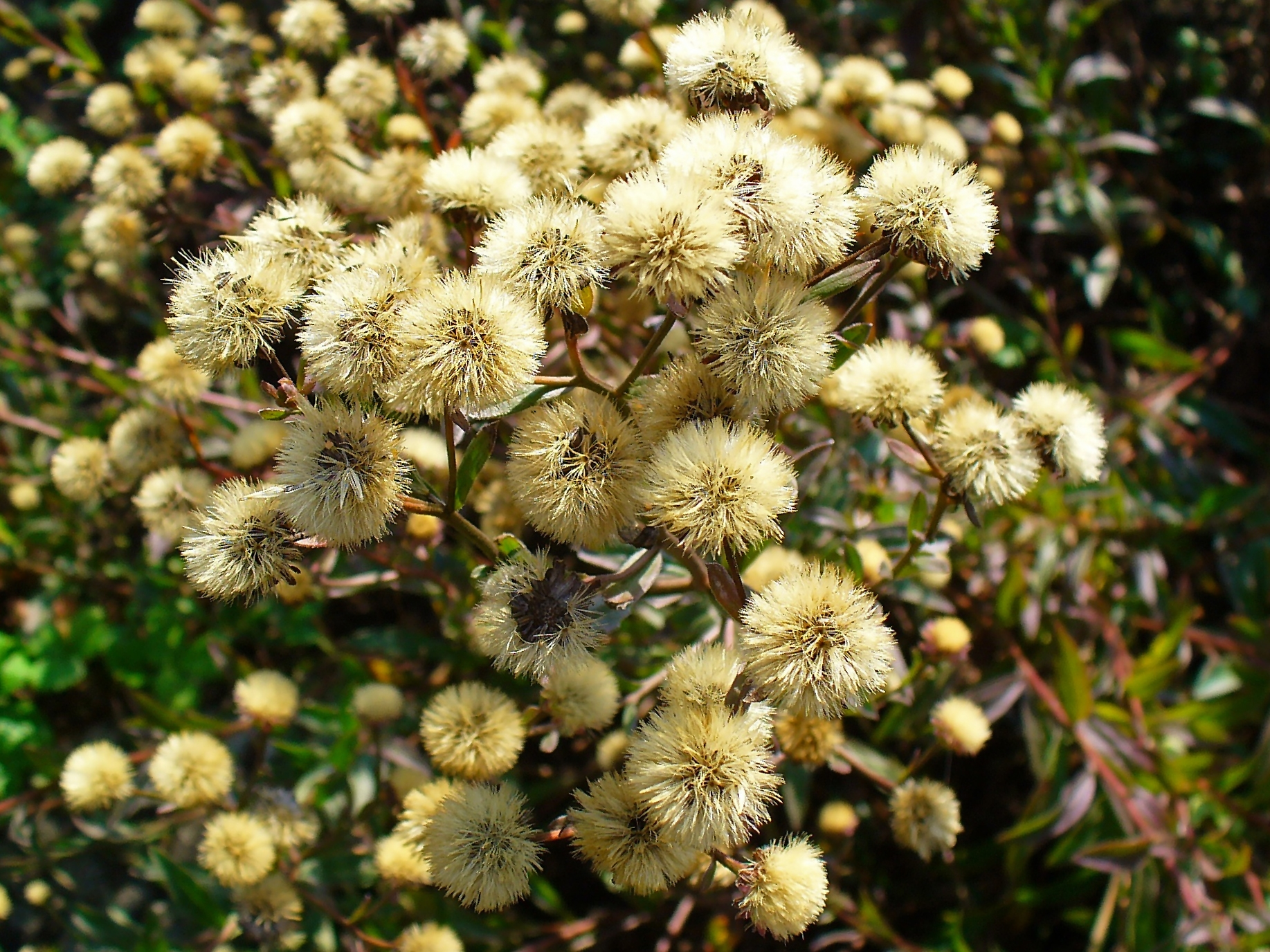
I frutti con i pappi

Portamento. Sono piante non molto alte mollemente pubescenti. La forma biologica prevalente è definita come emicriptofita scaposa (H scap): ossia sono piante perennanti per mezzo di gemme al livello del terreno e con asse fiorale di tipo cespitoso.
Fusto. Altezza media: 2 - 5 dm.
- Parte ipogea: consiste in un rizoma di colore bruno e a portamento obliquo. Le radici sono secondarie da rizoma.
- Parte epigea: la parte aerea è cilindrica (lievemente striata), mollemente pubescente, eretta e ramificata in alto portante diversi capolini.

Foglie. Le foglie sono di due tipi: basali e cauline; sono un po' coriacee (membranose) a forma ovato-lanceolata con i bordi interi o finemente seghettati; la superficie è pubescente. Sui peduncoli delle infiorescenze sono presenti delle brattee (quelle inferiori sono revolute verso l'esterno).
- Foglie basali: sono cordiformi (ovalo-ellittiche) e picciolate. Dimensione delle foglie: larghezza 15 – 17 mm; lunghezza 25 – 30 mm. Lunghezza del picciolo: 2 – 3 cm.
- Foglie cauline: le foglie lungo il fusto sono disposte in modo alterno e sessili; sono progressivamente più ristrette. Dimensione delle foglie: larghezza 11 – 17 mm; lunghezza 30 – 35 mm.

Infiorescenza. La sinflorescenze è di tipo corimboso ed è composta da un diversi capolini (da 2 a 6 e anche di più – fino a 15) con la forma di una margherita di tipo radiato con fiori eterogami. La struttura dei capolini è quella tipica delle Asteraceae: il peduncolo sorregge un involucro conico composto da diverse brattee che fanno da protezione al ricettacolo  nudo e piano nella parte terminale sul quale s'inseriscono due tipi di fiori: i fiori esterni (o del raggio) ligulati, e i fiori centrali (o del disco) tubulosi. In particolare quelli periferici sono femminili, sono disposti su un'unica circonferenza (serie) ed hanno una corolla ligulata con la ligula molto allargata; quelli interni, tubulosi, sono altrettanto numerosi e sono ermafroditi. Le brattee sono delle brattee arrossate a forma ob-cuneata, rotondeggianti e patenti all'apice e disposte in modo embricato su più serie (quelle inferiori sono revolute). Diametro dei capolini: 2,5 – 4 mm. Peduncoli di 5 – 10 mm (in genere sono rivolti tutti dallo stesso lato a destra e a sinistra). Dimensione dell'involucro: larghezza 6 – 7 mm; lunghezza 7 – 8 mm. Dimensione delle squame: larghezza 2,5 mm; lunghezza 5 mm.
Fiori.  I fiori sono tetra-ciclici (formati cioè da 4 verticilli: calice – corolla – androceo – gineceo) e pentameri (calice e corolla formati da 5 elementi). Si distinguono in:
- fiori del raggio (esterni zigomorfi) da 18 a 21 per capolino: sono femminili e sono disposti su una sola serie; la forma è lungamente ligulata terminante con alcuni denti;
- fiori del disco (centrali attinomorfi): sono più numerosi con forme tubulose terminanti con dei lobi triangolari da eretti a patenti; sono ermafroditi.

- Formula fiorale:

*/x K {\displaystyle \infty }, [C (5), A (5)], G 2 (infero), achenio
- Calice: i sepali del calice sono ridotti ad una coroncina di squame.
- Corolla:  i petali della corolla sono 5; i fiori di tipo tubuloso sono saldati a tubo e terminano in cinque dentelli (o lacinie) appena visibili, quelli ligulati sono saldati a tubo nella parte basale e si prolungano in una ligula lanceolata. I fiori periferici (ligulati) sono violetti (blu-lilla); quelli centrali (tubulosi) sono giallo-arancio.
- Androceo: l'androceo è formato da 5 stami sorretti da filamenti generalmente liberi; gli stami sono connati e formano un manicotto circondante lo stilo; le teche (produttrici del polline) alla base sono troncate e sono lievemente auricolate (molto raramente sono speronate o hanno una coda); le appendici apicali delle antere hanno delle forme piatte e lanceolate; il tessuto endoteciale (rivestimento interno dell'antera) è quasi sempre polarizzato (con due superfici distinte: una verso l'esterno e una verso l'interno). Il polline è sferico con un diametro medio di circa 25 micron;  è tricolporato (con tre aperture sia di tipo a fessura che tipo isodiametrica o poro) ed è echinato (con punte sporgenti).[9][14]
- Gineceo: l'ovario è infero uniloculare formato da 2 carpelli.[5] Lo stilo (il recettore del polline) è profondamente bifido (con due stigmi divergenti) e con le linee stigmatiche marginali separate.[15] I due bracci dello stilo hanno una forma da lanceolata a deltoide e possono essere papillosi o ricoperti da ciuffi di peli.
- Antesi:  da luglio a settembre.

Frutti. I frutti sono degli acheni con pappo; dimensione degli acheni: 2,5 mm; lunghezza del pappo: 4 mm;
- achenio: gli acheni, con forme obovate, sono lateralmente compressi con due nervature laterali, oppure variano da angolati (a 5 coste) a quasi fusiformi e multi-nervati; raramente sono ob-compressi (compressi dorso-ventralmente) oppure sono provvisti di un becco; la superficie normalmente è cosparsa da setole, qualche volta ghiandolose; la parete dell'achenio è formata da celle contenenti rafidi ma prive di fitomelanina; il carpoforo normalmente è anulare; le setole con punte a forma di ancora non sono presenti;
- pappo: il pappo è formato da 2 serie di setole giallastre finemente barbate o (più raramente) piumose; le setole sono persistenti; esternamente alle serie di setole non è presente una coroncina di scaglie. La superficie delle setole è pluri-solcata longitudinalmente.

## Biologia
Impollinazione: tramite insetti (impollinazione entomogama tramite farfalle diurne e notturne).

Riproduzione: la fecondazione avviene fondamentalmente tramite l'impollinazione dei fiori.

Dispersione: i semi cadono a terra e vengono dispersi soprattutto da insetti come formiche (disseminazione mirmecoria). Un altro tipo di dispersione è zoocoria: gli uncini delle brattee dell'involucro (se presenti) si agganciano ai peli degli animali di passaggio che portano così i semi anche su lunghe distanze. Inoltre per merito del pappo il vento può trasportare i semi anche per alcuni chilometri (disseminazione anemocora).

## Distribuzione e habitat

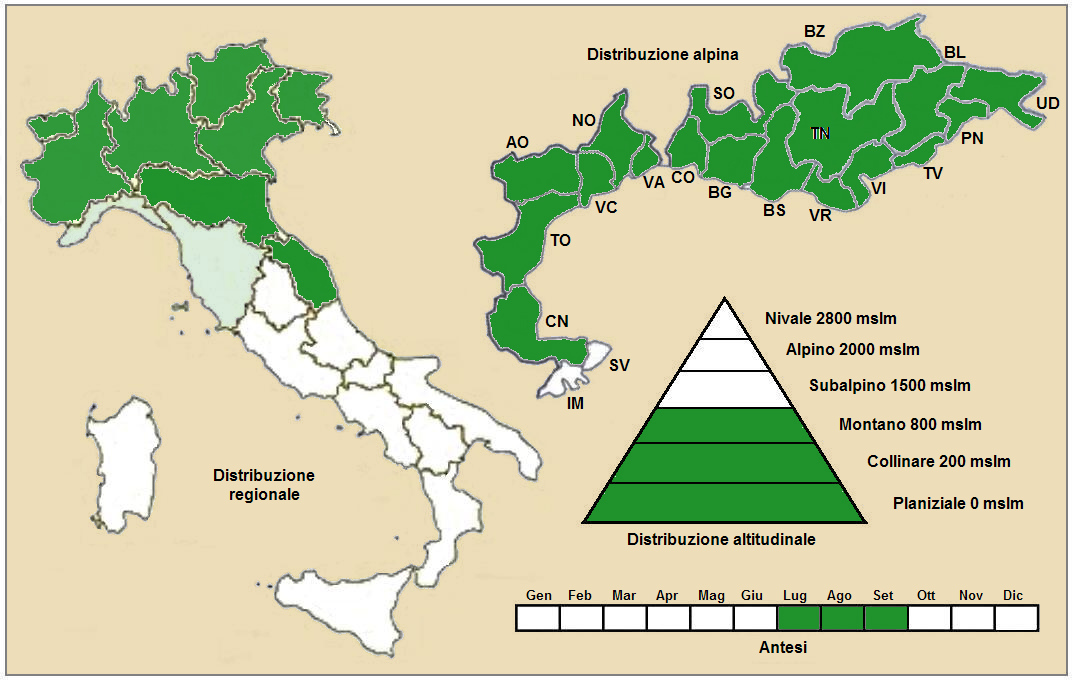
Distribuzione della pianta (Distribuzione regionale – Distribuzione alpina)

Geoelemento: il tipo corologico (area di origine) è Centro-Europeo / Sud-Siberiano (Subpontico) ma anche Eurasitico.
Distribuzione: in Italia è presente al nord. Nelle Alpi è comune sia sul versante italiano che oltreconfine. Si trova inoltre sugli altri rilievi montani europei dai Pirenei fino ai Carpazi. Fuori dall'Europa si trova in Asia occidentale (Turchia), Caucaso, Siberia e Asia centrale (Kazakistan)
Habitat: l'habitat tipico sono le zone sassose calcaree, i cespuglietti e i bordi dei boschi cedui; ma anche le praterie rase subalpine. Il substrato preferito è calcareo con pH basico e terreno a bassi valori nutrizionali e lievemente secco.
Distribuzione altitudinale: sui rilievi alpini, in Italia, queste piante si possono trovare fino a 800 m s.l.m.; frequentano quindi i seguenti piani vegetazionali: collinare, montano  (oltre a quello planiziale – a livello del mare).

### Fitosociologia
Dal punto di vista fitosociologico alpino la specie di questa voce appartiene alla seguente comunità vegetale:
Formazione: delle comunità delle macro- e megaforbie terrestri
Classe: Trifolio-Geranietea sanguinei
Ordine: Origanetalia vulgaris
Alleanza: Geranion sanguinei

## Sistematica
La famiglia di appartenenza di questa voce (Asteraceae o Compositae, nomen conservandum) probabilmente originaria del Sud America, è la più numerosa del mondo vegetale, comprende oltre 23.000 specie distribuite su 1.535 generi, oppure 22.750 specie e 1.530 generi secondo altre fonti (una delle checklist più aggiornata elenca fino a 1.679 generi). La famiglia attualmente (2021) è divisa in 16 sottofamiglie; la sottofamiglia Asteroideae è una di queste e rappresenta l'evoluzione più recente di tutta la famiglia.

### Filogenesi
Il genere di questa voce è descritto nella sottotribù Asterinae, una delle quasi 40 sottotribù della tribù Astereae. In base alle ultime ricerche nella tribù sono stati individuati (provvisoriamente) 5 principali lignaggi. Il genere  Aster (insieme alla sottotribù Asterinae) è incluso nel Aster lineage i cui caratteri principali sono: la base delle antere sono prive di code e non sono calcarate (speronate); le linee stigmatiche dei bracci dello stilo sono totalmente separate; i due bracci dello stilo hanno una forma breve o allungata da lanceolata a deltoide e possono essere papillosi o ricoperti da ciuffi di peli (all'esterno, mentre all'interno sono glabri).
La sottotribù Asterinae comprende una trentina di generi suddivisi in 4 rami principali: Psychrogeton - Hersileoides - Asterothamnus - Aster. Il genere di questa voce è incluso nel ramo denominato "Aster branch" e, per il momento, è distribuito nel sottogruppo "Amellus group".
Da un punto di vista orticolo le specie di questo genere vengono divise in 4 gruppi esaminando il tipo di infiorescenza e la forma delle foglie. La specie Aster amellus appartiene al secondo gruppo in quanto i capolini sono sempre numerosi e le foglie basali sono del tipo cordiforme e picciolate.
I caratteri distintivi della specie  A. amellus sono:
- le sinflorescenze sono formate da 2 - 6 capolini;
- le brattee involucrali inferiori sono revolute.

Il numero cromosomico delle specie di questa voce è: 2n = 18.

### Variabilità
Per questa specie sono riconosciute le seguenti sottospecie:
- Aster amellus subsp. amellus (è l'entità presente in Italia).
- Aster amellus subsp. bessarabicus (Bernh. ex Rchb.) Soó, 1966 - Distribuzione: dall'Europa centrale al Caucaso.
- Aster amellus subsp. ibericus (Steven ex M.Bieb.) Avetisyan - Distribuzione: Ucraina, Transcaucasia e Anatolia.

### Sinonimi
Sono elencati alcuni sinonimi per questa entità:
- Kalimares amellus (L.) Raf.

### Specie simili
- Aster alpinus L. - Astro alpino: si differenzia in quanto è più basso e unifloro; vegeta a quote più alte.
- Aster bellidiastrum (L.) Scop. - Astro falsa pratolina (chiamato anche Bellidiastrum michelii Cass.): si differenzia soprattutto per i fiori esterni (ligulati) che sono bianchi.

## Usi

### Farmacia
Le foglie di questa pianta hanno (secondo la medicina popolare) le seguenti proprietà:
- antinfiammatoria (attenua uno stato infiammatorio);
- antitosse;
- depurativa (facilita lo smaltimento delle impurità);
- emostatica (blocca la fuoriuscita del sangue in caso di emorragia);
- espettorante (favorisce l'espulsione delle secrezioni bronchiali).

Da analisi fatte, le foglie, per ogni 100 grammi di sostanza secca forniscono 305 calorie e contengono tra l'altro: 
- proteine: carboidrati (50 g), grassi (5 g) e fibra (8 g);
- minerali (5 g): calcio, fosforo, ferro e potassio;
- vitamine (1 g): Tiamina, riboflavina, niacina, vitamina C.

### Giardinaggio
Sono piante molto ornamentali per cui sono coltivate nei giardini. La moltiplicazione può avvenire per divisione dei cespi in autunno, o per seme in primavera.